# Karl Palatu
Karl Palatu (sinh 5 tháng 12 năm 1982) là một cầu thủ bóng đá Estonia hiện tại thi đấu ở Meistriliiga cho Vaprus. Anh chơi ở vị trí hậu vệ.

## Sự nghiệp quốc tế
Anh ra mắt cho đội tuyển quốc gia Estonia ngày 21 tháng 5 năm 2010.